# Ислам в Аджарии

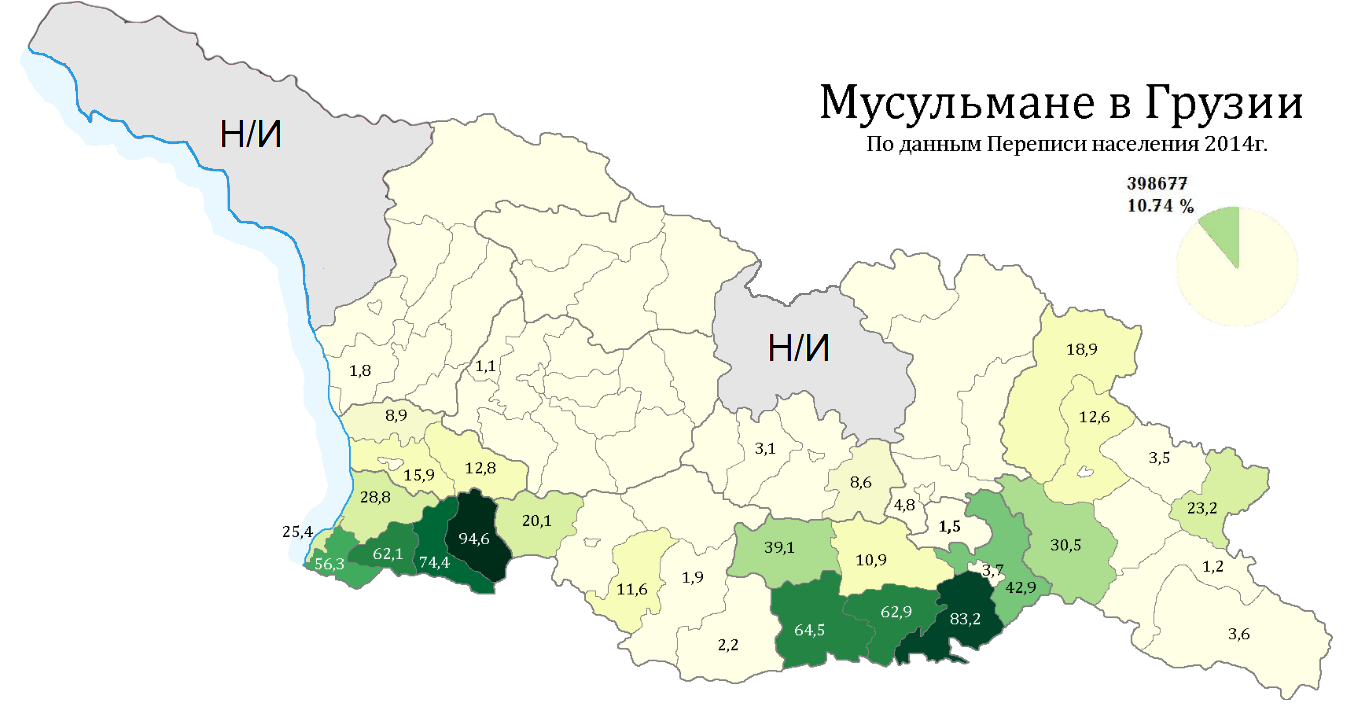
Распределение мусульман в Грузии по муниципалитетам (2014)

Согласно переписи населения Грузии 2014 года, 40% населения Аджарии исповедовало ислам. История ислама в Аджарии началась в XVI веке с завоеванием Грузии Османской империей. В начале XXI века мусульмане в Аджарии представляют собой религиозное меньшинство, в основном проживающее на востоке республики.

## Общие сведения

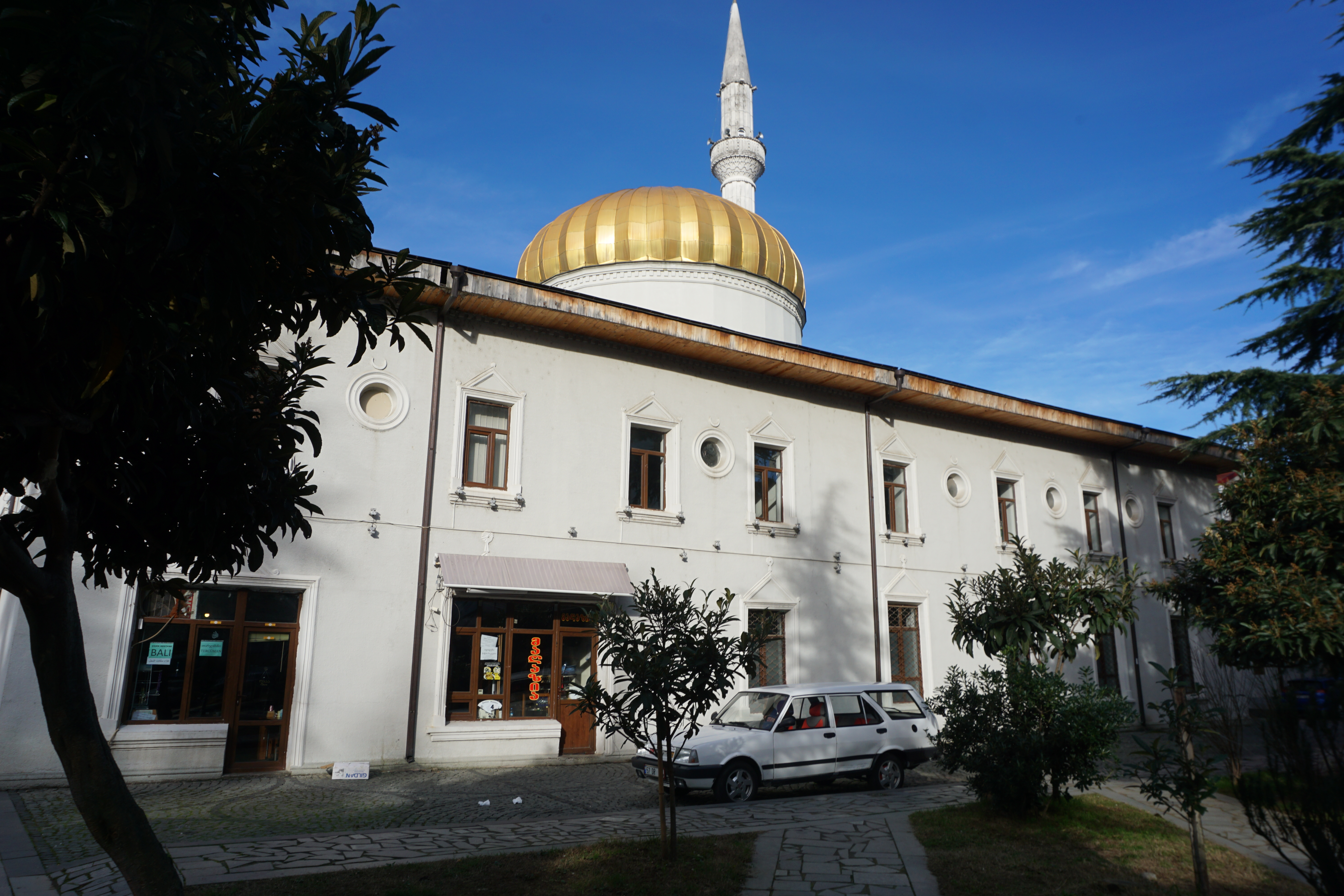
Батумская мечеть

### Мусульманское население
В 1986 году на территории Аджарии проживало около 300 тысяч мусульман (примерно 75% от всего населения). В 2001 году этот показатель упал до 30%. По результатам переписи населения Грузии 2014 года, 40% населения автономии причисляло себя к мусульманам. Большинство исповедующего ислам населения проживает в горной местности на востоке Аджарии. Деятельность религиозных организаций республики зачастую ведётся только в Батуми. Аджарские власти сотрудничают с турецкими в вопросах поддержки мусульманского меньшинства.
Мусульманское духовенство делится на традиционалистов и представителей молодого поколения. Традиционалисты, в основном люди старшего возраста, были воспитаны в советскую эпоху, откуда переняли некоторые религиозные запреты. Представители другого типа, молодёжи, выросли в период Перестройки. Они обладают практическими и теоретическими знаниями и пытаются обновить исламские традиции. Большинство духовенства имеет слабое религиозное образование и служит имамами. В сельской местности имамы присутствуют на обрядах свадьбы, обрезания и похорон.

### Мечети
По состоянию на 2011 год, в Аджарии действовало около 180 культовых сооружений. В Аджарии для их обозначения используется термин «джаме». Аджарские мечети распределены по иерархии: центральная мечеть (Батумская мечеть), являющаяся резиденцией муфтия и его приближённых, центральные районные, центральные общинные мечети и остальные, включая непостоянные мечети, расположенные в горах и используемые коренным населением. Аджарские мечети представляют собой место как религиозного служения, так и обсуждения будничных событий и вопросов,  имеют квадратную планировку, зачастую состоят из двух этажей и направлены в сторону Мекки. Основным материалом для строительства мечетей в горных районах является дерево. Южные стены мечетей украшены резным растительным и геометрическим орнаментом, религиозными надписями, именами строителей и иными узорами.

## История

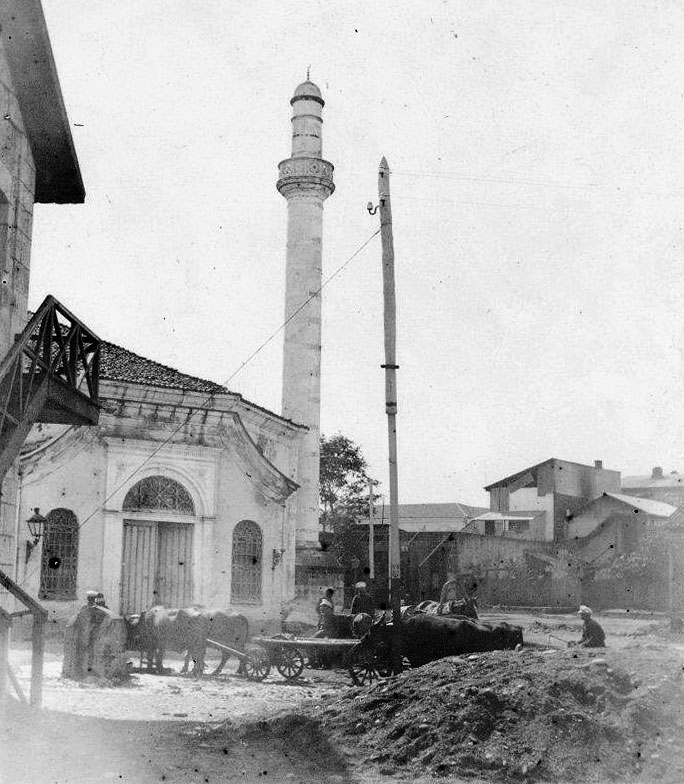
Мечеть Азизие (Батуми) в Батуми

С XVI века до 1878 года Аджария находилась в составе Османской империи. Изначально большинство населения продолжало исповедовать христианство и платить джизью, первыми в ислам перешли представители знати. Исламизация региона завершилась в конце XVIII века. Основная часть аджарских мечетей была построена во второй половине XIX и начале XX веков, некоторые мечети были возведены на месте других зданий. В 1878 году Аджария и иные юго-западные регионы Грузии были переданы Российской империи по результатам Берлинского конгресса.
Карсский договор указывал, что Аджария передавалась под контроль Грузии под условием защиты культурно-религиозных прав мусульманского населения региона. В 1921 году в Аджарии работало 158 мечетей. Принятые в 1924 году Основные начала уголовного законодательства Союза ССР и союзных республик 1924 года отменили шариатские суды, в Аджарии были созданы женские советы. В 1926 году члены Духовного управления мусульман Аджарии были объявлены вне закона, в школах было запрещено преподавать религию. По состоянию на 1929 год, в регионе работали пять медресе и 150 мектебов, к 1931 году количество мусульманских семинарий достигло 172, строительство мечетей практически прекратилось. В 1929 году был принят акт об общем образовании, и мусульманские школы начали закрываться. 20 июля того же года началась пропаганда отказа от ношения хиджаба. К 1930 году в Аджарии были закрыты и переоборудованы под склады, больницы, музеи либо другие нужды все мечети. Вместо мусульманских традиций советская власть попыталась утвердить новые, например, обряд красной свадьбы. Такая антиисламская пропаганда привела к серии выступлений в 1925—1930 годах. Мусульмане Аджарии подверглись сталинским репрессиям в период Великой Отечественной войны. С 15 ноября 1944 года началось выселение мусульман со всей территории Грузии из приграничной зоны. Всего было депортировано 15568 семей (69869 человек), включая 4055 аджарских. В 1946 году была заново открыта Батумская мечеть.
В период Перестройки были заново открыты мечети республики, началось восстановление религиозных общин Аджарии. После распада СССР в Аджарии одновременно протекали исламизация и проводимая грузинскими властями христианизация, мусульманское меньшинство оказалось в ущемлённом положении: муфтият Аджарии не был официально признан, большинство мечетей действует полулегально, что усложняет их подсчёт, при этом коренное горское население называет мечетями медресе. Действующая конституция Аджарии указывает на экономическую, но не религиозную автономию республики. Некоторые аджарцы-мусульмане принимают участие в войнах на Ближнем Востоке на стороне Исламского государства и прочих исламских террористических группировок.